# Distrito de Warwick
Warwick es un distrito no metropolitano del condado de Warwickshire (Inglaterra). Tiene una superficie de 282,88 km². Según el censo de 2001, Warwick estaba habitado por 125 931 personas y su densidad de población era de 445,17 hab/km².